# Kościół św. Katarzyny w Ryglicach
Kościół Świętej Katarzyny Panny i Męczennicy – zabytkowy rzymskokatolicki kościół parafialny znajdujący się w województwie małopolskim, w powiecie tarnowskim w Ryglicach. Parafia należy do dekanatu Tuchów diecezji tarnowskiej.

## Historia

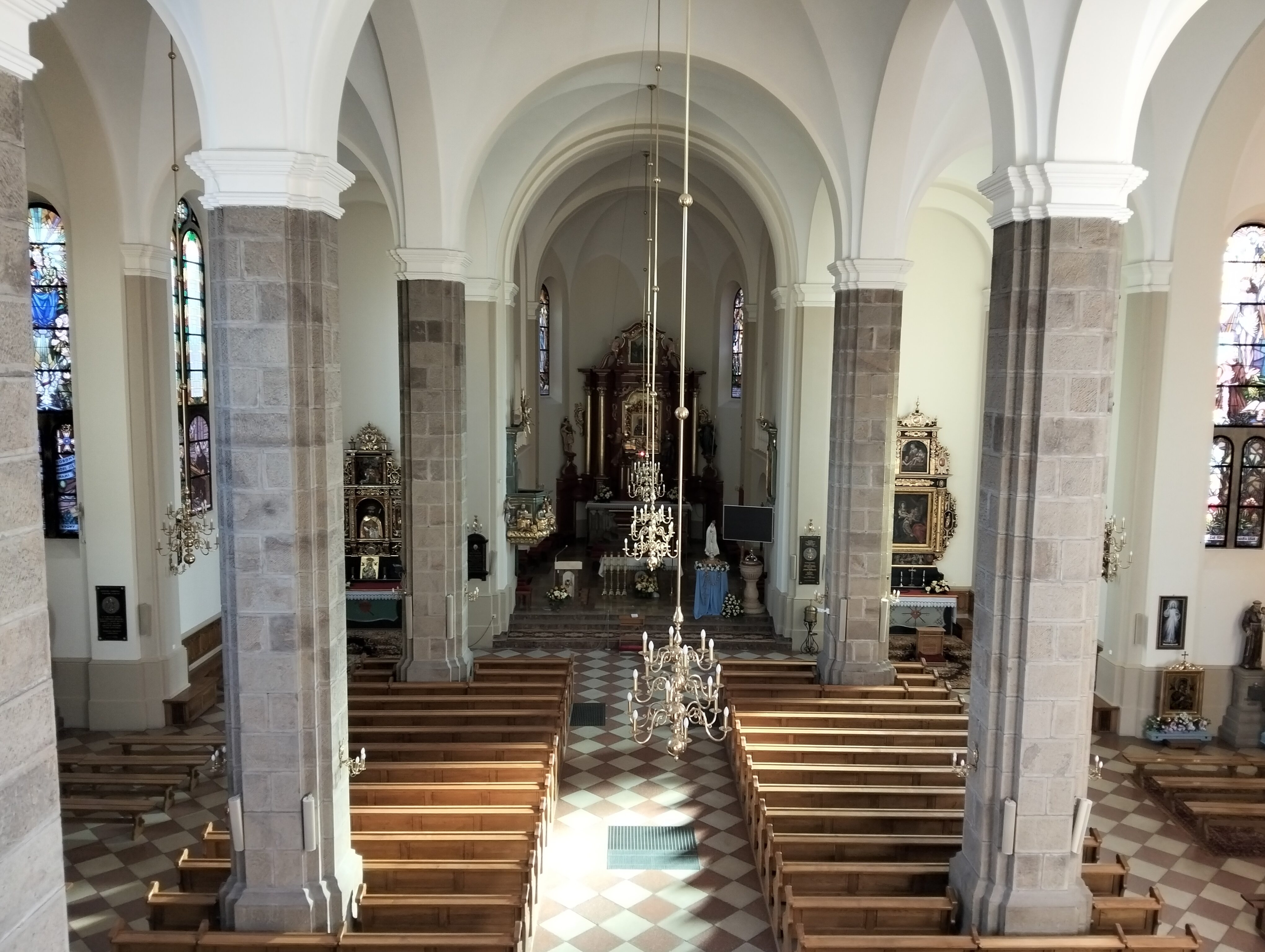
Wnętrze

Obecna świątynia została zbudowana w latach 1928–1940 według projektu architekta Jana Sas-Zubrzyckiego pod kierownictwem budowniczego Franciszka Boratyńskiego. Poprzedni kościół drewniany został w 1947 roku przeniesiony do wsi Kowalowa .

## Architektura
Jest to budowla eklektyczna z elementami architektury neoromańskiej, neogotyckiej i neorenesansowej. Świątynia jest murowana, wzniesiona z cegły i kamienia. Posiada trzy nawy oraz transept i prezbiterium, przy którym znajdują się kaplica i zakrystia. Prezbiterium i transept są zamknięte półkoliście, na zewnątrz są podparte na osi szkarpami ze spływami wolutowymi. W fasadzie znajduje się czworokątna wieża, nakryta baniastym dachem hełmowym, po bokach której są umieszczone przedsionki otwierające się do zewnątrz półkolistymi arkadami, również nakryte baniastymi dachami hełmowymi. Wieżę poprzedza półkolisty, uskokowy portal, ujęty w dwie wieżyczki nakryte baniastymi dachami hełmowymi. Nawy nakryte są dachami łamanymi, prezbiterium i transept dwuspadowymi, na dachach jest umieszczona wieżyczka na sygnaturkę, usytuowana na skrzyżowaniu nawy i transeptu.

## Wyposażenie
Zabytkowy wystrój wnętrza świątyni został w całości przeniesiony ze starego kościoła .
- Trójdzielna nastawa ołtarzowa z około 1630 roku z reliefem Chrystusa Ecce homo w manierystycznym ołtarzu bocznym[7];
- boczny ołtarz z około 1600 roku z obrazami: św. Anny Samotrzeć w polu środkowym, Matki Boskiej z Dzieciątkiem i św. Janem Chrzcicielem w sukienkach drewnianych w górnej kondygnacji oraz w predelli Adoracja Dzieciątka Jezus obejmującego krzyż przez Matkę Bożą, św. Józefa i grupę aniołów z Arma Christi, oraz dwa herby złożone, fundatorów tego ołtarza; z lewej strony herb Abdank, z prawej herb Strzemię[5] ;
- kamienna chrzcielnica z 1554 roku o cechach gotyckich[8][5] ;
- barokowa ambona z postacią Chrystusa i czterema postaciami ewangelistów z ich symbolami. Postacie przyozdabiające ambonę, zostały ufundowane przez Michała Witalisa[5] ;
- witraże wykonane przez firmę braci Paczków w Krakowie[5] .

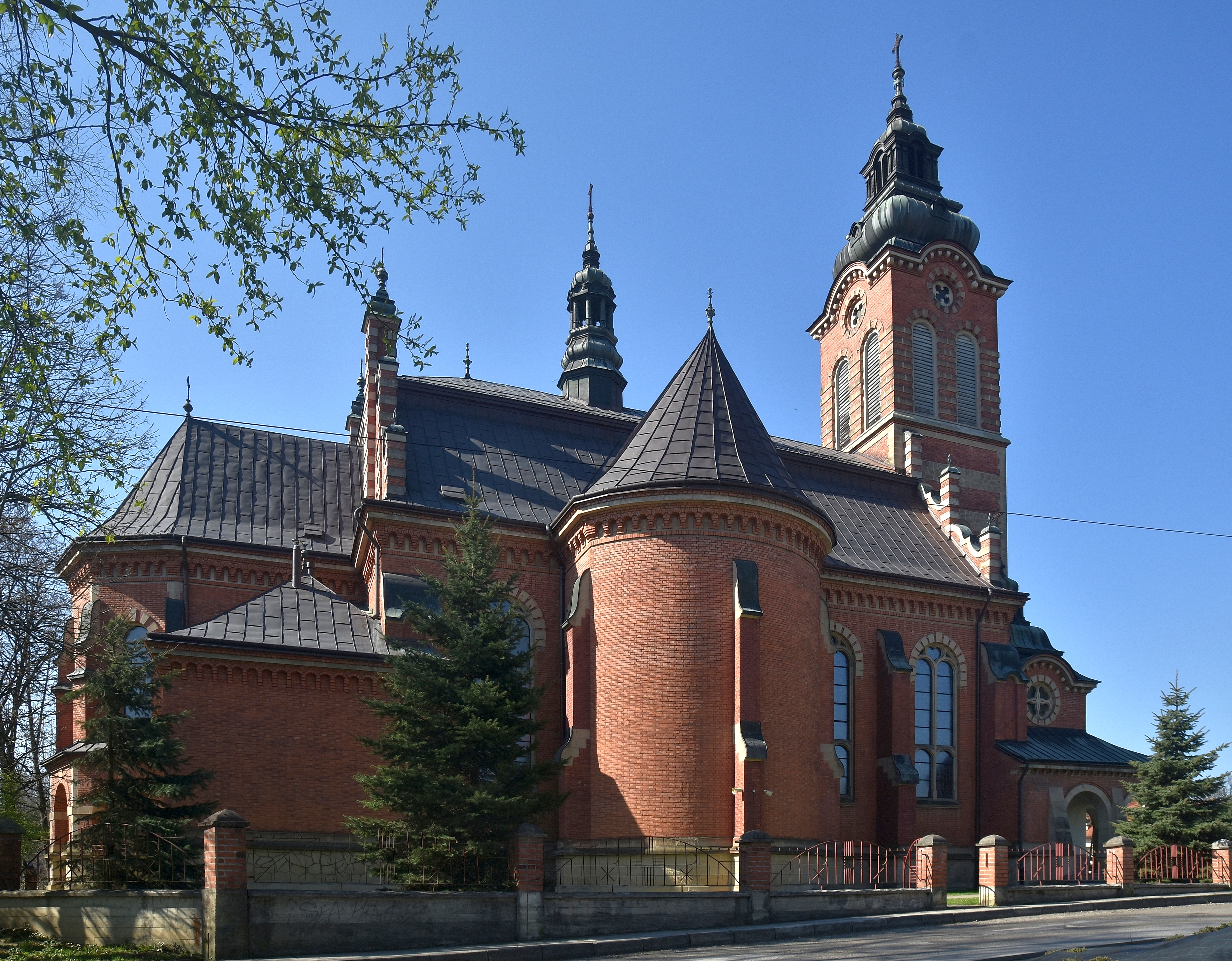
Elewacja północna
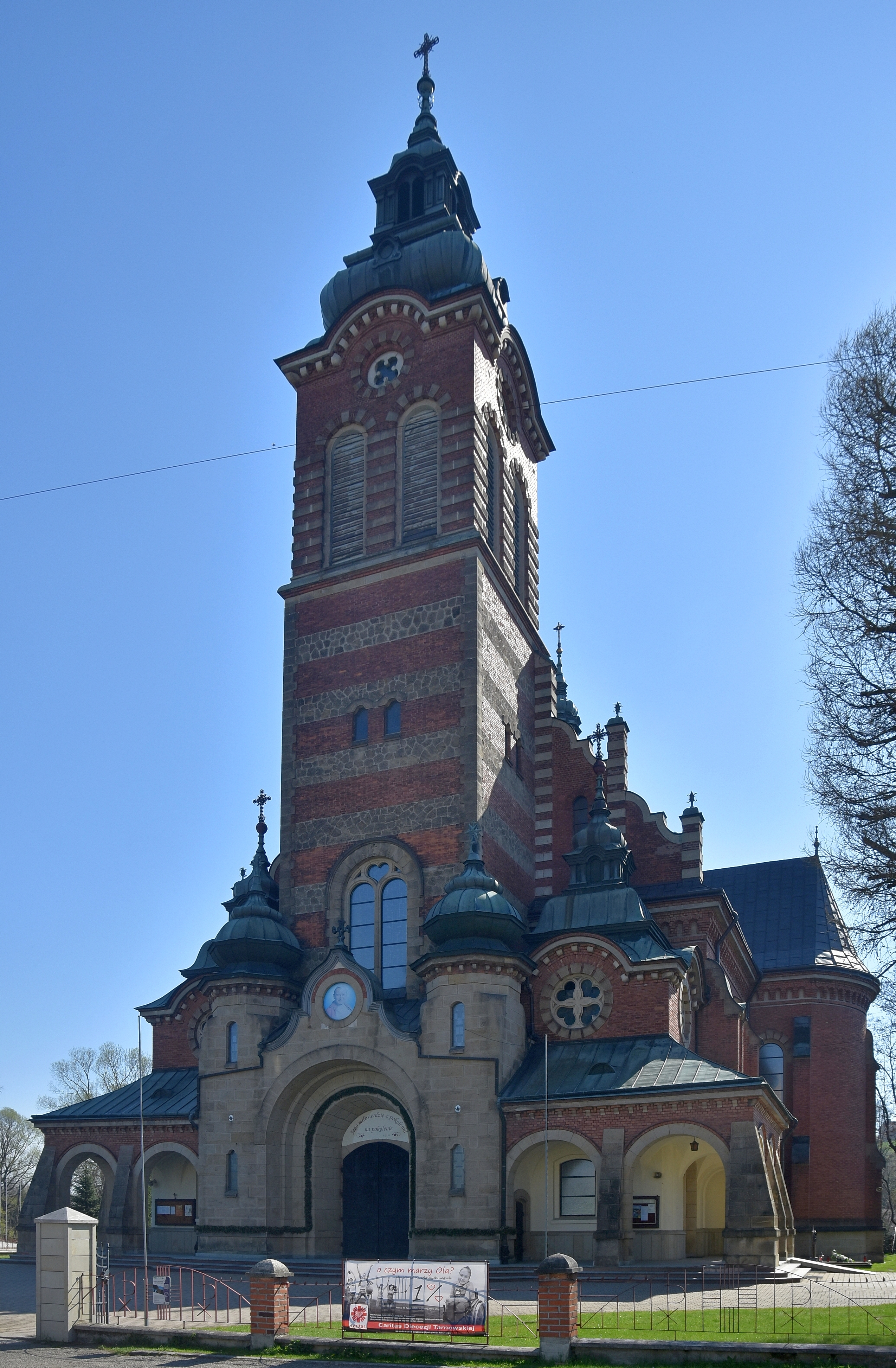
Elewacja frontowa
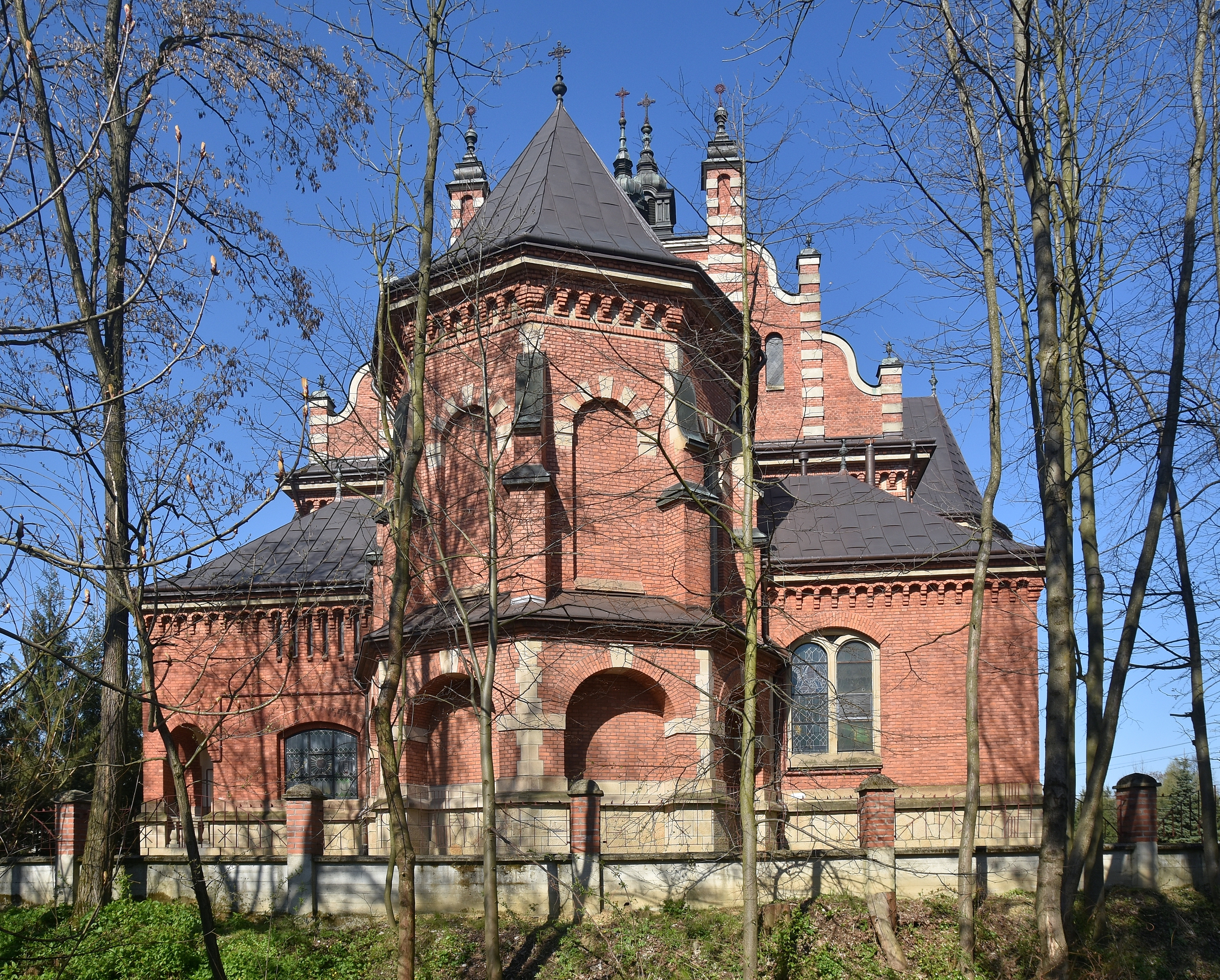
Widok od strony prezbiterium